# Simone dei Crocifissi

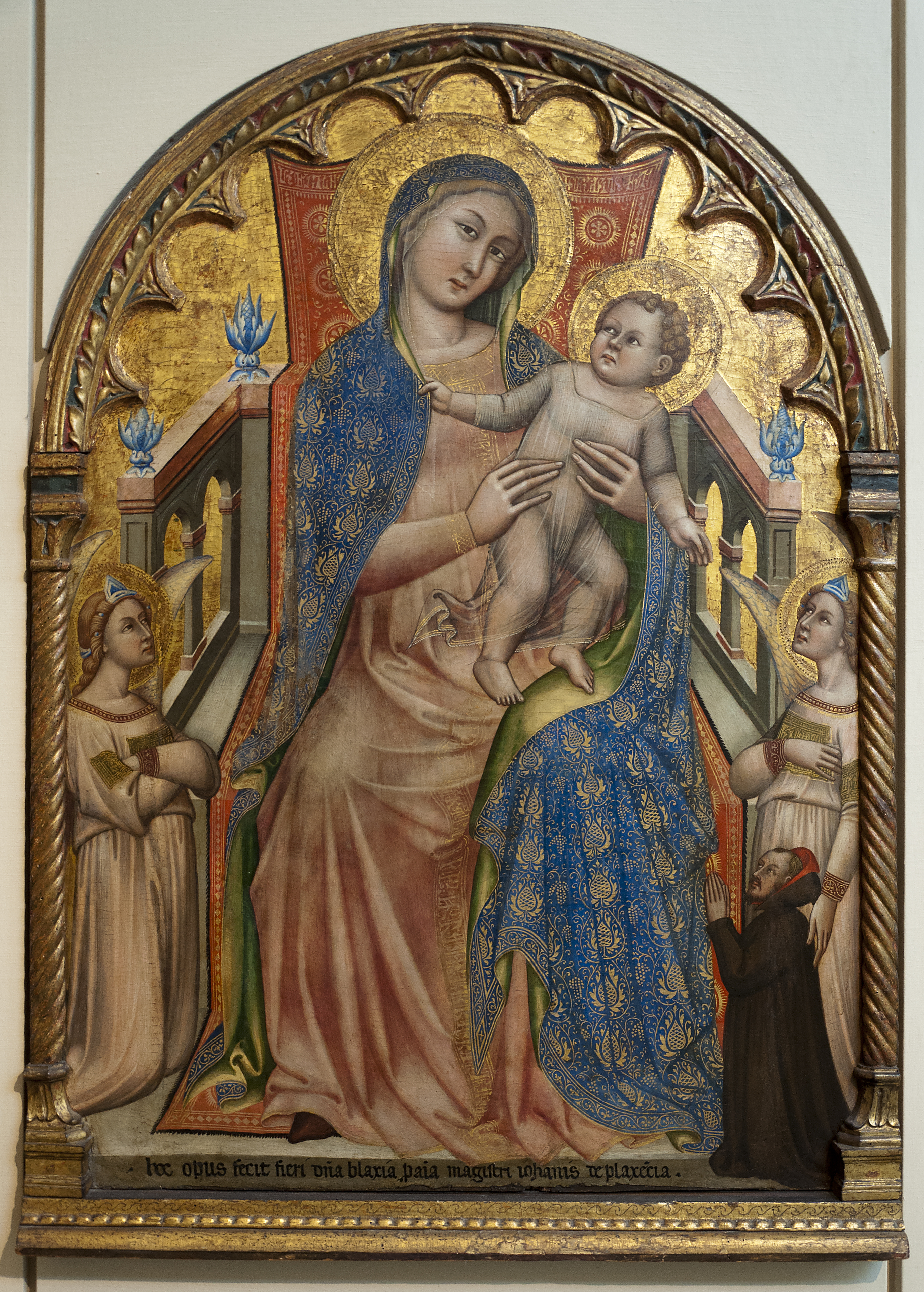
Maria met Kind (1379) in de Pinacoteca Nazionale di Bologna

Simone di Filippo Benvenuti (Bologna, rond 1330 - aldaar, 1399), gekend als Simone dei Crocifissi (Nederlands: Simon van de Crucifixen) of Simone da Bologna was een Italiaans kunstschilder. Hij schilderde een aantal religieuze werken en fresco's in de basiliek van Santo Stefano en in de San Michele in Bosco in Bologna. Qua stijl behoort hij tot de vroege renaissance.

## Levensloop
Simone die Crucifissi was de zoon van de schoenmaker Filippo di Benvenuto. In de 17e eeuw kreeg hij de naam van de Crucifixen omwille van zijn kunde om de Verlosser die om ons op het kruis werd genageld af te beelden. Hij werd opgeleid door Franco Bolognese, mogelijk ook door zijn broer Dalmasio Scannabecchi die eveneens schilder was.
Hij van 1354 tot 1399 actief in Bologna, geïnspireerd door het werk van Vitale da Bologna maar Simone's stijl was robuuster en populairder. Hij verkreeg lokaal faam door het maken van houten altaarstukken voor plaatselijke kerken en particullieren.
- Gemeinsame Normdatei: 129244910
- International Standard Name Identifier: 0000 0000 2745 955X
- Library of Congress Control Number: n82233697
- Nederlandse Thesaurus van Auteursnamen: 244231850
- RKD-Nederlands Instituut voor Kunstgeschiedenis: 19167
- Système universitaire de documentation: 140412085
- Union List of Artist Names: 500000136
- Virtual International Authority File: 95681428
- WorldCat: E39PCjKPjHMHVRHhcMYC4vMCYq